# Estação Iujnaia
Iujnaia (em russo:  Южная) é uma das estações da linha Serpukhovsko-Timiriasevskaia (Linha 9) do Metro de Moscovo, na Rússia. Estação «Iujnaia» está localizada entre as estações «Prajskaia» e «Tchertanovskaia».